# Rudolf Christian Baisch

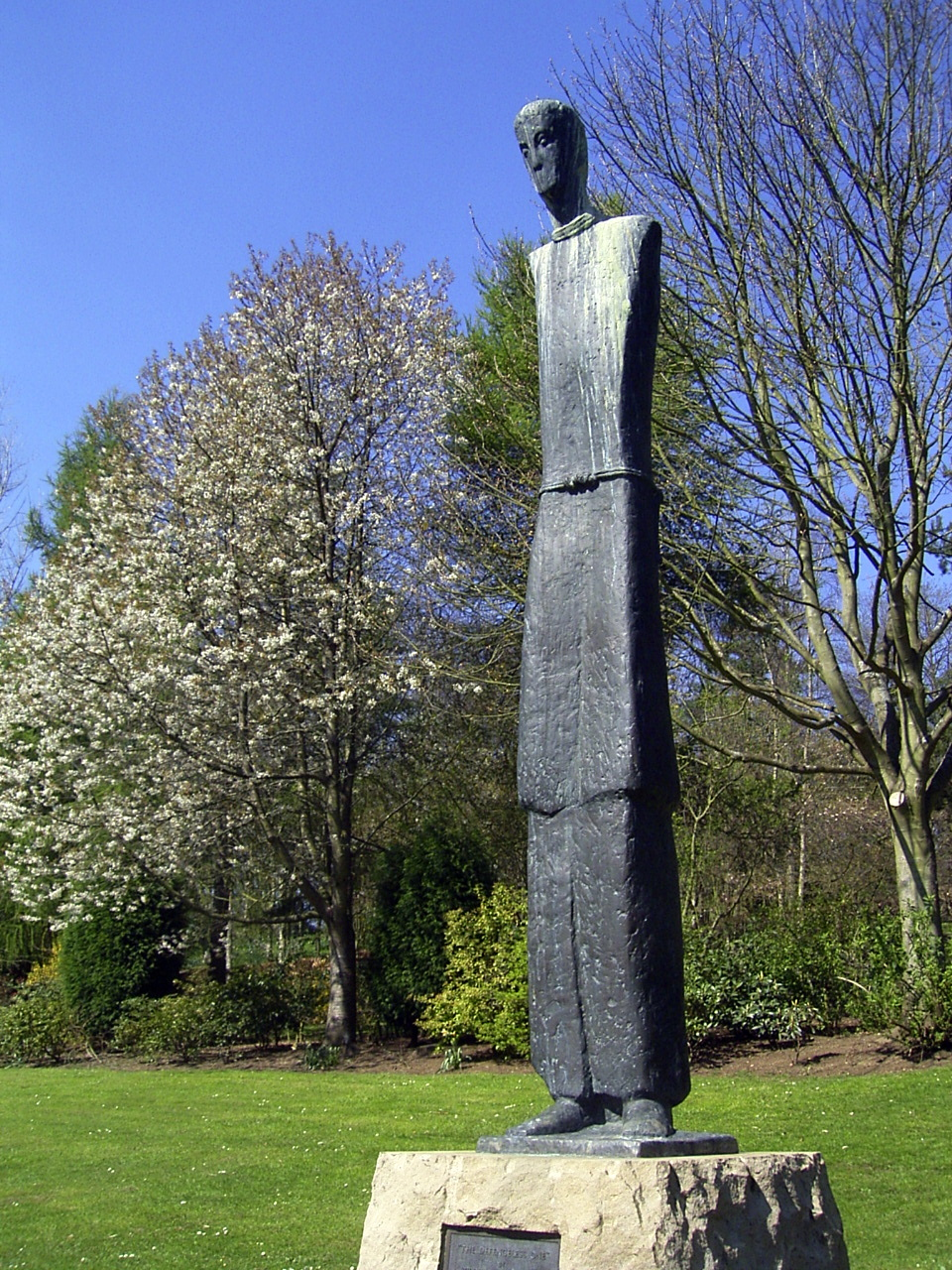
The Defenceless One (Der Wehrlose) uit 1990 in Glenrothes

Rudolf Christian Baisch (Böblingen, 20 oktober 1903 – Mettmann, 14 december 1990) was een Duitse schilder, tekenaar, beeldhouwer en dichter.

## Leven en werk
Baisch, die piloot wilde worden en in 1918 als leerling in dienst trad van de Böblinger Fliegerwerft, kon die droom door de moeilijke jaren na de Eerste Wereldoorlog niet waarmaken. Hij volgde een opleiding tot tandtechnicus en was als zodanig jaren werkzaam. In 1937 ving hij een beeldhouwopleiding aan bij de hoogleraren Edwin Scharff, Alfred Zschokke en Josef Mages aan de Kunstakademie Düsseldorf in Düsseldorf.
Na 1945 werkte Baisch als vrij kunstenaar. De Tweede Wereldoorlog en met name de vernietiging van grote delen van Böblingen door het bombardement van 7 op 8 oktober 1943 waren een traumatische ervaring, die hem het gevoel gaven in een kapotte wereld te leven. In zijn kunst richtte hij zich op het uitbeelden van het onbeschadigde creatuur en dan vooral dieren. Naast het maken van portretten werd dit zijn hoofdthema en hij kreeg vanaf de vijftiger jaren vele opdrachten voor sculpturen en fonteinen in de openbare ruimte, zoals in parken, bij scholen, congrescentra en overheidsinstellingen.
In 1954 kreeg Baisch met de beeldhouwer Herman Isenmann de opdracht het marmeren beeld Adam und Eva in het Florapark in Düsseldorf van Peter Breuer uit 1894 te restaureren dat gedurende Tweede Wereldoorlog ernstig beschadigd was geraakt. Hij vervaardigde rond 1945 voor het Stadtmuseum Düsseldorf een portretbuste van de begaafde en succesvolle, in Duitsland woonachtige, Nederlandse pianist Karlrobert Kreiten (1916), die in 1943 door de Nationaalsocialisten ter dood werd veroordeeld en opgehangen in de Strafgefängnis Berlin-Plötzensee.
De kunstenaar woonde en werkte, tot zijn dood in 1990, in Mettmann bij Düsseldorf, maar bleef sterk met zijn geboorteplaats verbonden. Tussen 1955 en 1984 werden veertien van zijn sculpturen in de openbare ruimte van Böblingen geplaatst. Zijn stijl was geabstraheerd realistisch. Zijn stijlvoorgangers waren Hermann Blumenthal en Gerhard Marcks. De kunstenaar is ook bekend geworden door zijn lyrische gedichten en aforismen.

## Werken (selectie)
- (ca.) 1945 buste van Karlrobert Kreiter, Stadtmuseum Landeshauptstadt Düsseldorf in Düsseldorf
- 1954 Zwei Pinguine, Brahmsstraße in Bonn-Endenich
- 1955 Trauernder Orpheus in Böblingen
- 1958 Tiger, Bilsestraße in Duisburg-Hamborn
- 1958 Die Lesende in Böblingen
- 1962 Pferdebrunnen[4] in Mettmann
- 1963 Das große Pferd, Theodor-Heuss-Gymnasium in Duisburg-Meiderich
- 1964 Reihersäule in Böblingen
- 1968 Lichtorgel (fontein) in Böblingen
- 1969 Drei Delphinen, Kaufmännische Berufsschule in Duisburg-Hamborn
- 1971 Der Seher, Oberer See in Böblingen
- 1974 Delphin-Brunnen in Böblingen
- 1974/75 Weibliche Figur (Sinnende), (collectie van het Lehmbruck-Museum), Augustastraße/Paßstraße in Duisburg-Homberg.[5] Een kopie bevindt zich in Böblingen.
- 1978 Schäfer und Schafe in Böblingen
- 1979 Animalisch, Böblingen
- 1979 Seelöwe, Murkenbach-Hallenbad in Böblingen
- 1980 Vegetativ, Böblingen
- 1980 Feminin, Böblingen
- 1981 Maskulin, Böblingen
- 1984 Sphinx, Böblingen
- 1990 Der Werlose, in 1991 door de stad Böblingen aan de zustergemeente Glenrothes in Schotland geschonken

## Fotogalerij

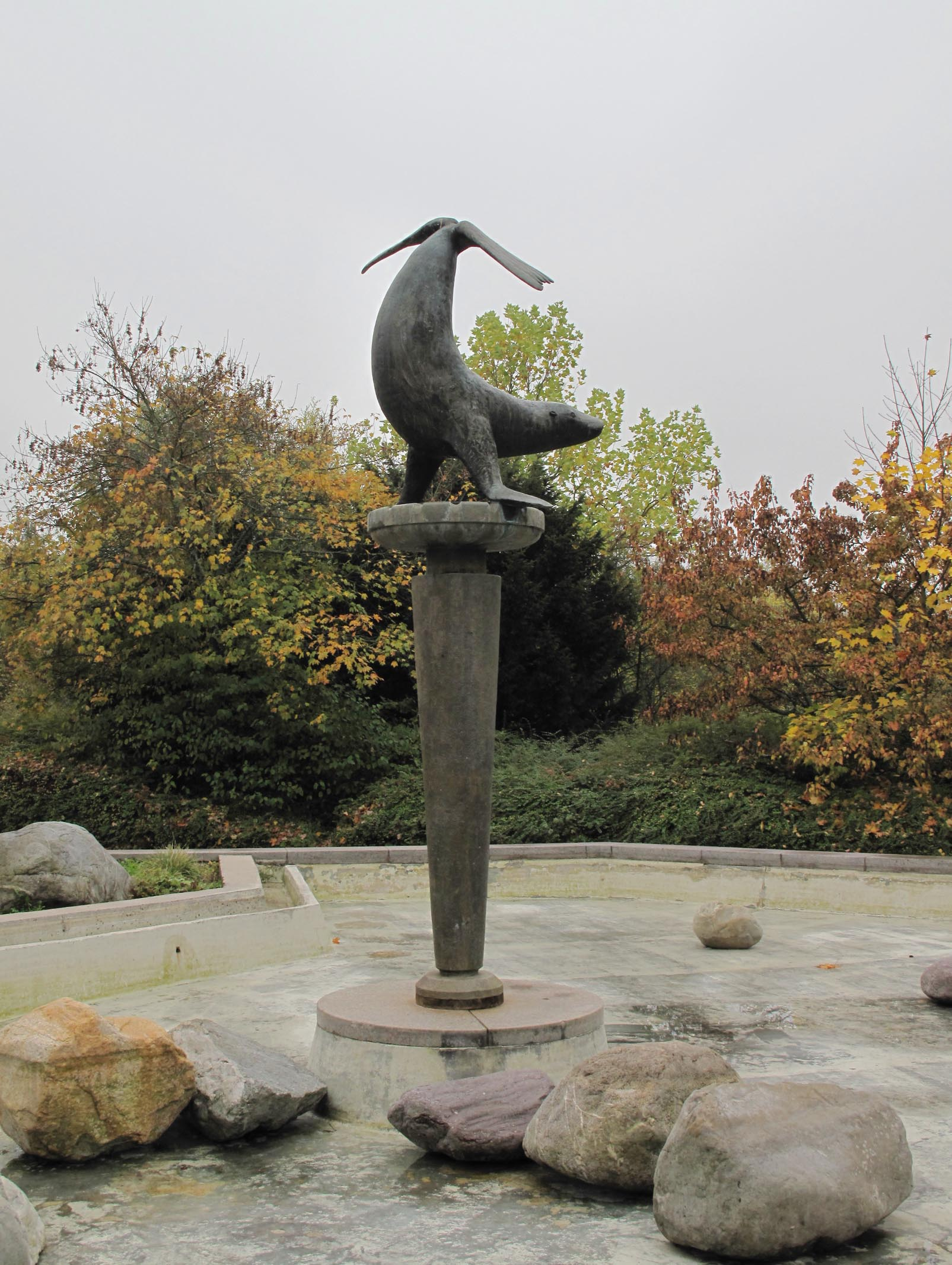
Seelöwe
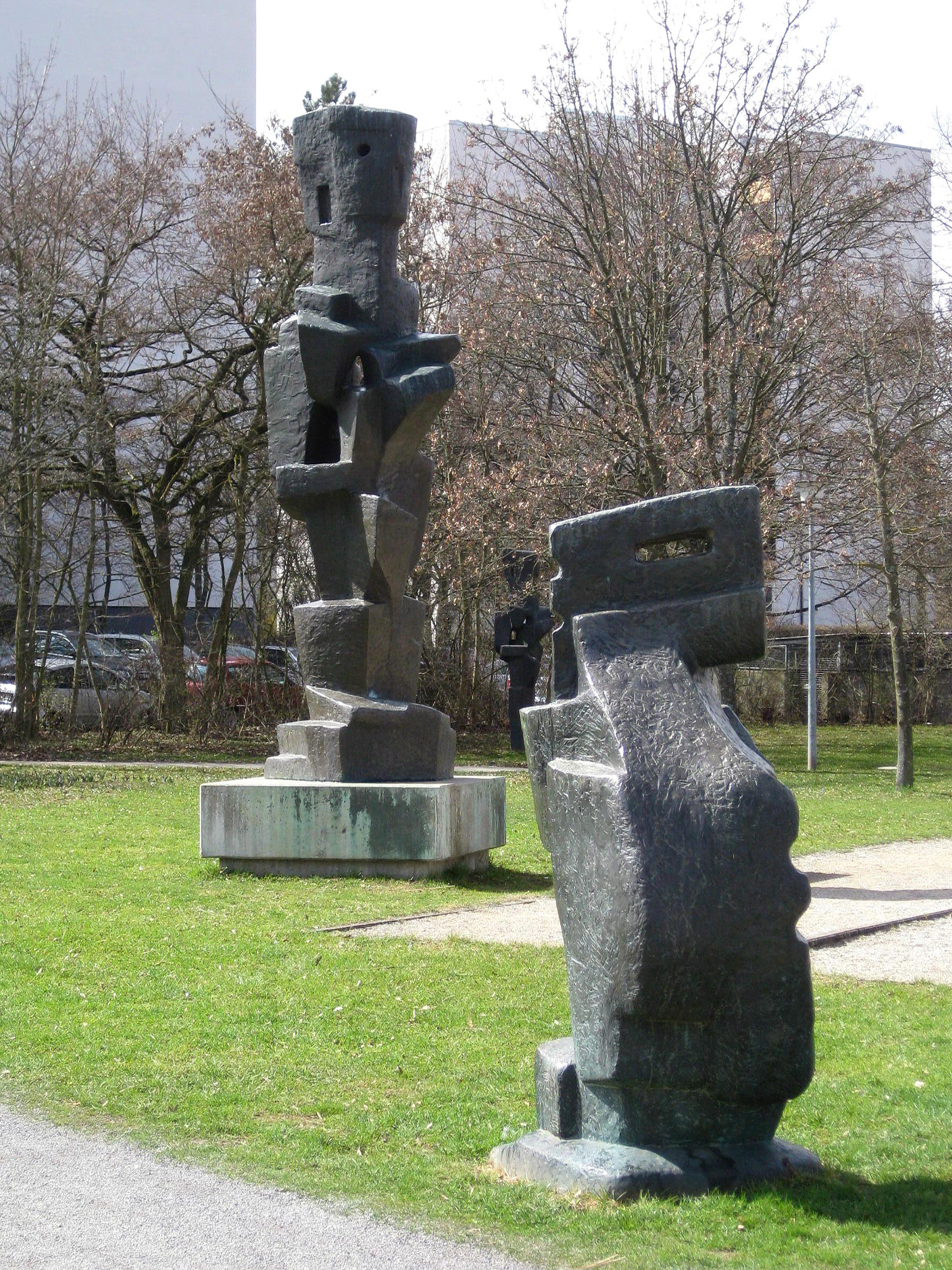
Der Seher en Animalisch
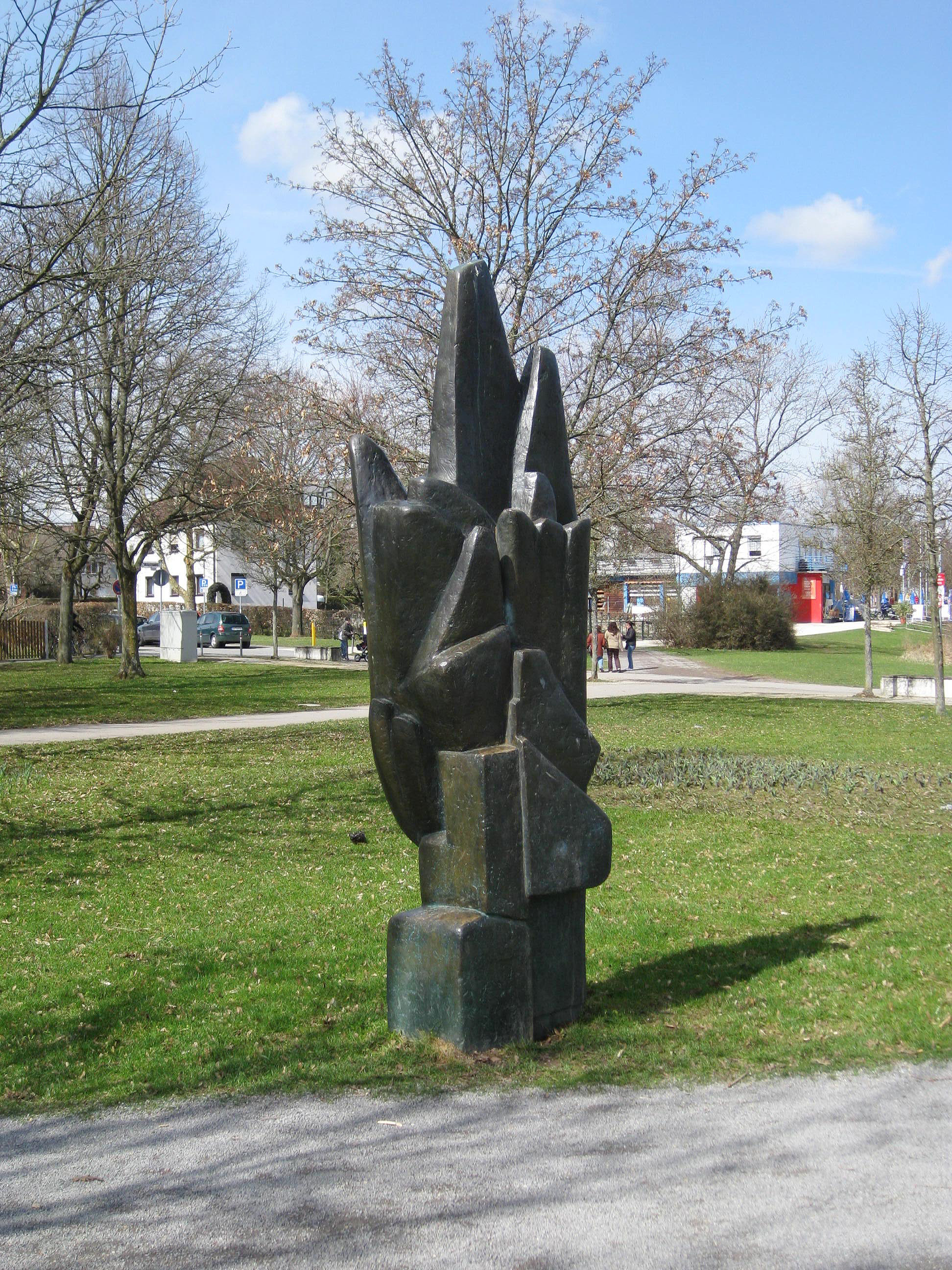
Vegetativ
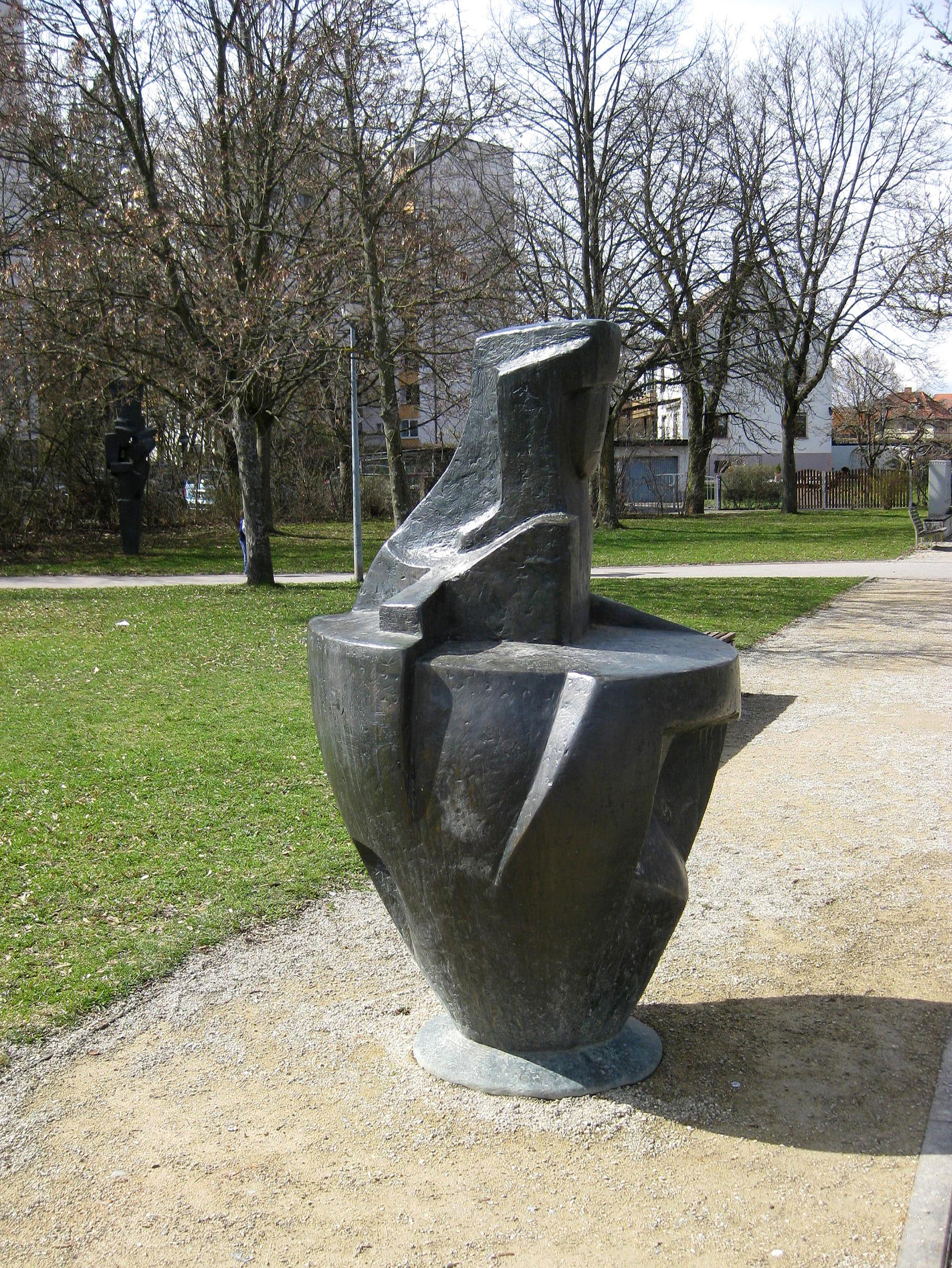
Feminin
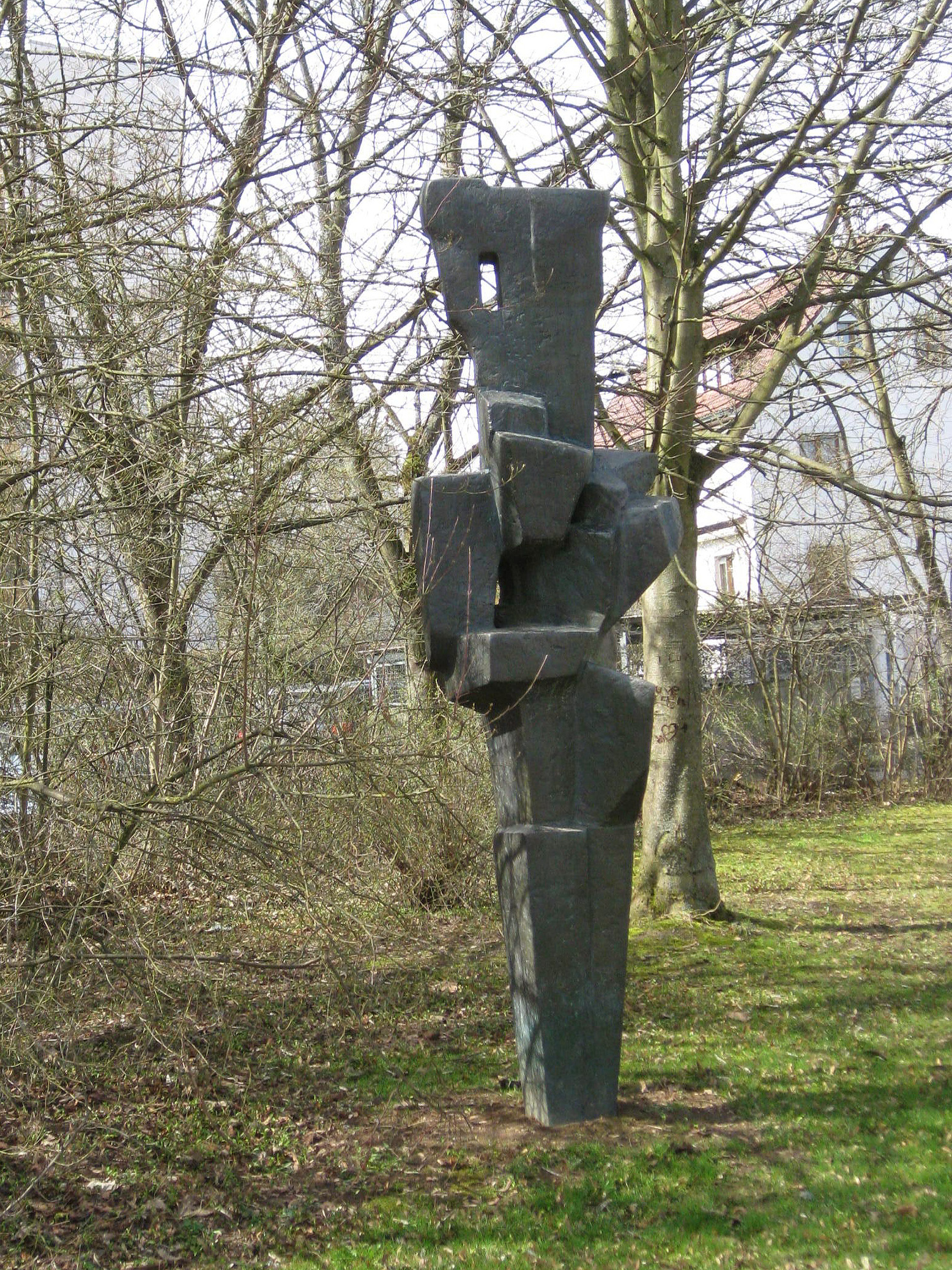
Maskulin